# Revista de História da Biblioteca Nacional
A Revista de História da Biblioteca Nacional foi uma publicação mensal da Sociedade Amigos da Biblioteca Nacional (Sabin) dedicada à divulgação da História do Brasil.
Seu conselho editorial era formado por Diogo Sassetti Ramada Curto, Francisco Carlos Palomanes Martinho, Francisco Fernando Monteoliva Doratioto, Isabel Corrêa da Silva, Luiz Alberto Rezende de Oliveira, Luiz Carlos Villalta, Marcus Joaquim Maciel de Carvalho, Maria Alice Rezende de Carvalho, Maria Fernanda Baptista Bicalho, Marina de Mello e Souza, Monica Duarte Dantas e Monica Grin Monteiro de Barros.

## Histórico

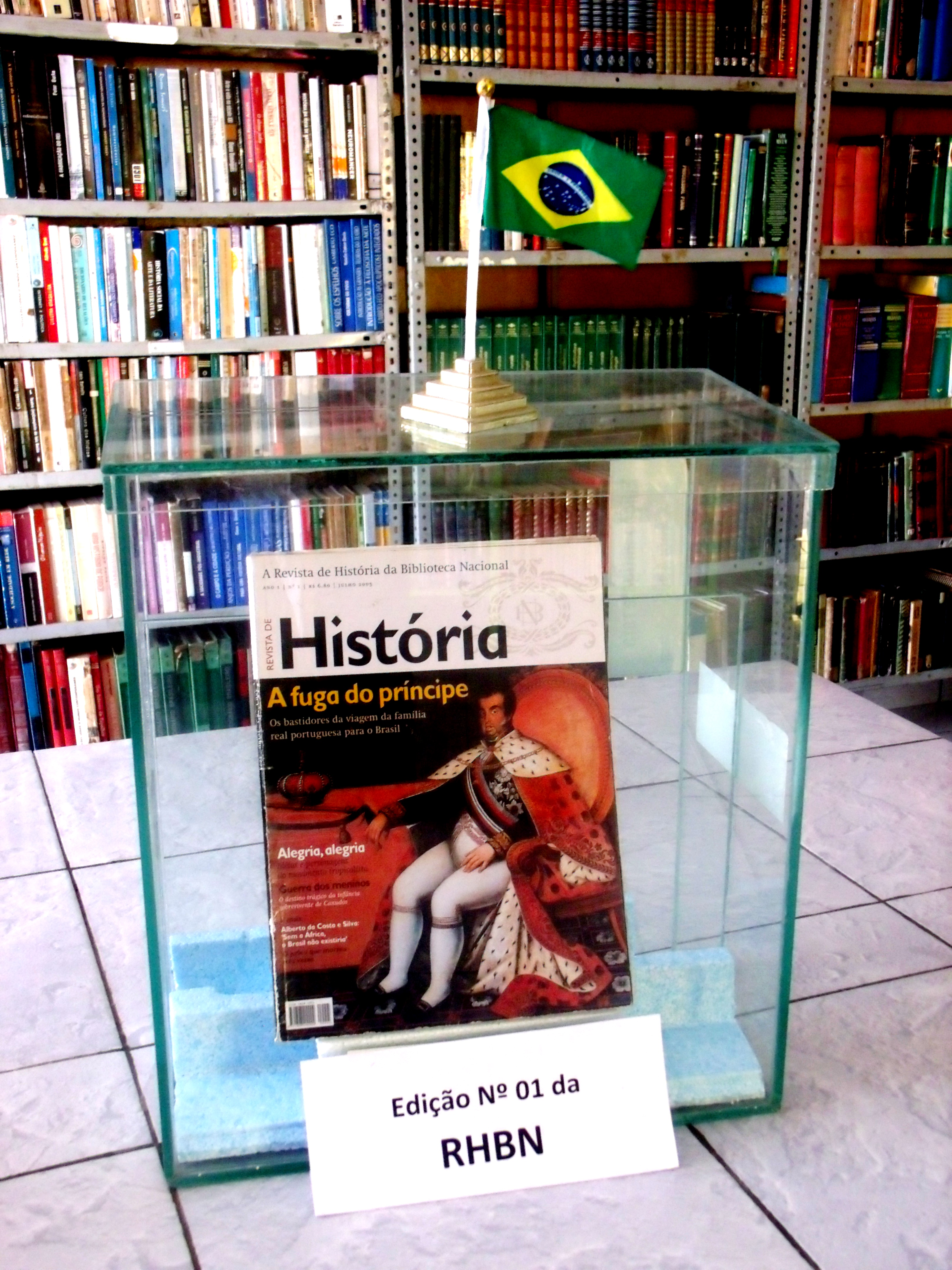
Edição número 1 exposta numa biblioteca municipal.

A publicação foi criada a partir de uma dissidência ocorrida em 2005 da revista Nossa História, criada em 2003 e que seria tirada de circulação em 2006. O primeiro número da nova revista circulou em julho de 2005. Era publicada pela Sociedade Amigos da Biblioteca Nacional – a Revista de História da Biblioteca Nacional e vendida nas bancas de todo o país.
A publicação era a única no país criada, produzida e dirigida por historiadores e dedicada exclusivamente à divulgação do conhecimento histórico feito por especialistas.

## Extinção
Por motivos financeiros, a revista deixou de circular de forma impressa em 2016. Em 2017, ela parou de ser editada pela falta de recursos e o site da publicação, que continha todo seu acervo, saiu do ar.
O conteúdo de várias das edições está disponível somente no site Internet Archive..